# 富岡町文化交流センター学びの森
富岡町文化交流センター「愛称：学びの森」（とみおかまちぶんかこうりゅうセンター まなびのもり）は、福島県富岡町の富岡町役場に隣接した、図書館、歴史民俗資料館、ホール、生涯学習館を備えた複合施設である。

## 概要
2004年10月11日にオープン。町内には東京電力福島第二原子力発電所が立地することから、原子力発電施設等立地地域における長期発展対策交付金施設として建設された。
老朽化した富岡町公民館と利用が不便だった富岡町体育館に代わり、各種イベントに利用されている。これまで役場内にあった教育委員会も移転した。生涯学習館は、会議室・視聴覚室や各種研修室を備えており、有料にて一般貸出も行っている。

## 施設
- 富岡町生涯学習館
- 富岡町図書館
  - 移動図書館 - 町内、双葉郡内、いわき市、郡山市、福島市内の避難先を巡回している[1]
- 富岡町歴史民俗資料館

## 沿革
- 2004年10月11日 - 開館。
- 2011年
  - 3月13日 - 福島第一原子力発電所事故の発生に伴い、避難指示区域に設定、付近への立ち入りが禁止になる。
  - 4月22日 - 警戒区域に設定。
- 2013年3月25日 - 居住制限区域に移行したことに伴い、付近への立ち入りが可能になるが、宿泊禁止は継続となる。
- 2017年4月1日 - 避難指示解除、付近への立ち入り及び宿泊が自由になる。
- 2017年4月3日 - 一部使用再開。
- 2020年4月21日～5月31日 - 新型コロナウイルス感染症拡大防止のため臨時休館。

## アクセス
- 東日本旅客鉄道（JR東日本）常磐線富岡駅より約2.4㎞。
- 駐車場が170台分確保されており、車での来場も可能。

## 報道
TV
- いいいじゅー! !「福島・富岡町」 － 【NHK BS】2024年10月04日付